# 科尔图拉诺
科尔图拉诺（義大利語：Colturano），是意大利米兰省的一个市镇。总面积4平方公里，人口1980人，人口密度495.0人/平方公里（2009年）。国家统计（ISTAT）代码为015082。